# Yacimientos cámbricos de Murero

Escudo de la localidad de Murero mostrando un trilobites como mueble principal, que refleja la importancia que el municipio ha otorgado a su patrimonio paleontológico.

Los yacimientos cámbricos de Murero son un conjunto de niveles fosilíferos de finales del Cámbrico inferior a mediados del Cámbrico medio que se ubican en el municipio de Murero (Zaragoza, España). Los yacimientos, conocidos desde mediados del siglo XIX, son de tipo Konservatlagerstätte, es decir, con fósiles excepcionalmente preservados, incluyendo restos de partes blandas. Se han identificado más de ochenta especies de trilobites, así como otros aracnomorfos, bradoríidos, paleoescolécidos, lobópodos, equinodermos, hiolítidos, esponjas, algas y unos veinte icnotaxones (pistas de animales).
La sucesión estratigráfica tiene cerca de 200 metros de espesor y registra un lapso de tiempo continuo de unos ocho millones de años, entre cerca de 511 a cerca de 503 millones de años atrás. Gracias al contenido paleontológico, principalmente trilobites, se han podido establecer catorce biozonas, la biozonación más precisa para este intervalo temporal en todo el mundo. Asimismo registra en detalle el denominado evento Valdemiedes, el episodio de extinción masiva de finales del Cámbrico inferior.
Fueron declarados Bien de Interés Cultural en la categoría de «Sitio Histórico» el 8 de julio de 1997 bajo la denominación «Yacimientos del Cámbrico de la Rambla de Valdemiedes y Valdenegro», con el código RI-54-0000056. Asimismo están declarados como «Lugar de interés geológico español de relevancia internacional» (Geosite) por el Instituto Geológico y Minero de España, con la denominación «PZ-001: Cámbrico de Murero», dentro de la categoría «Series estratigráficas del Paleozoico Inferior y Medio del Macizo Ibérico». En 2022 fueron considerados por la National Geographic Society como uno de los 17 yacimientos paleontológicos más importantes de la península ibérica.
Los estudios actuales sobre los yacimientos se están llevando a cabo por el equipo del  denominado «Proyecto Murero», dirigido por el paleontólogo Eladio Liñán y bajo los auspicios del Ministerio de Ciencia e Innovación, el Gobierno de Aragón y la Universidad de Zaragoza, entre otras instituciones.

## Historia
La primera cita de los fósiles de Murero se debe al paleontólogo francés Edouard de Verneuil, que en 1862 reconoce una «fauna primordial» similar a la que pocos años antes había descrito Joachim Barrande en Bohemia. En ella identifica trilobites paradoxídidos y conocorífidos.
Felipe Martín Donayre hace la primera descripción de la sucesión estratigráfica del Cámbrico de Murero en 1873, ampliada en 1898 por el geólogo Alfred Dereims (Universidad de París) en su tesis doctoral sobre el Paleozoico del sur de Aragón.
El primer trabajo detallado sobre la estratigrafía y los trilobites de Murero es el de Franz Lotze (estratigrafía) y Klaus Sdzuy (trilobites), quienes publicaron en 1961 una extensa monografía, dividida en dos partes, sobre el Cámbrico español. Posteriormente, en 1986, Liñán y Gozalo revisan y amplían la bioestratigrafía y paleontología de los trilobites de estos yacimientos.
A partir de 1986 comienzan a describirse en Murero fósiles con registro de partes blandas (tipo «pizarras de Burgess»), procedentes de varios niveles entre el Cámbrico inferior y el medio, resultando una de las pocas localidades con este tipo de registro y, además, de los más continuos para este intervalo de tiempo.
Liñán y colaboradores establecen en 1992 la litoestratigrafía formal de la sucesión, describiendo las diferentes formaciones geológicas.
En 1997 los yacimientos fueron declarados Bien de Interés Cultural, siendo la primera localidad estrictamente paleontológica (sin restos arqueológicos asociados) en recibir esta distinción.
El detallado registro geológico (fósil y estratigráfico) de las secciones de Murero llevaron en 2013 a Gozalo y colaboradores a proponer a la Subcomisión Internacional de la Estratigrafía del Cámbrico la candidatura de Murero para el establecimiento de la sección estratotipo y punto de límite global (GSSP) para el Piso 5 del Cámbrico (aún sin nombre formal), que es a la vez la base de la Serie 3 del Cámbrico (también sin nombre formal aún). Otras candidatas con las que tendrá que competir Murero para el citado GSSP están en China (sección de Wuliu-Zengjiayan, al este de Guizhou), en Rusia (sección del río Molodo, al norte de Yakutia) y en Estados Unidos (sección de Split Mountain, Nevada).

## Geología
Los yacimientos se sitúan en el sector sureste de la Cadena Ibérica Occidental del Sistema Ibérico, en uno de los afloramientos del basamento varisco pertenecientes a la Zona Asturoccidental-Leonesa del Macizo Ibérico.
La sucesión del Cámbrico en Murero aflora en la rambla de Valdemiedes y su afluente, la rambla de Valdenegro, y está algo inclinada, buzando unos 30° hacia el suroeste. Se compone principalmente de lutitas, areniscas de grano muy fino, niveles con nódulos de carbonatos y esporádicos niveles de dolomías. Se han distinguido diferentes formaciones geológicas, de base a techo: parte superior de la Formación Valdemiedes (Bilbiliense superior a base del Leoniense), Fm. Mansilla (Leoniense superior a inicio del Cesaraugustiense) y Fm. Murero (Cesaraugustiense), que conforman el Grupo Mesones, y el tramo inferior de la Fm. Borobia (Languedociense al Cámbrico superior), perteneciente al Grupo Acón.
| Cronoestratigrafía del Cámbrico | Cronoestratigrafía del Cámbrico | Cronoestratigrafía del Cámbrico | Cronoestratigrafía del Cámbrico | Cronoestratigrafía del Cámbrico           | Cronoestratigrafía del Cámbrico                                                      |
| Escala global                   | Escala global                   | Escala global                   | Escala global                   | Escala global                             | Pisos regionales de la provincia mediterránea (correlación según Gozalo et al. 2010) |
| Era Eratema                     | Periodo Sistema                 | Época Serie                     | Edad Piso                       | Inicio, en millones de años               | Pisos regionales de la provincia mediterránea (correlación según Gozalo et al. 2010) |
| ------------------------------- | ------------------------------- | ------------------------------- | ------------------------------- | ----------------------------------------- | ------------------------------------------------------------------------------------ |
| Paleozoico                      |                                 |                                 |                                 |                                           |                                                                                      |
| Cámbrico                        | Furongiense                     | Piso / Edad 10                  | ~489,5                          |                                           |                                                                                      |
| Cámbrico                        | Furongiense                     | Jiangshaniense                  | ~494                            |                                           |                                                                                      |
| Cámbrico                        | Furongiense                     | Paibiense                       | ~497                            |                                           |                                                                                      |
| Cámbrico                        | Miaolingianiense                | Guzhangiense                    | ~500,5                          | Languedociense Cesaraugustiense Leoniense |                                                                                      |
| Cámbrico                        | Miaolingianiense                | Drumiense                       | ~504,5                          | Languedociense Cesaraugustiense Leoniense |                                                                                      |
| Cámbrico                        | Miaolingianiense                | Wuliuense                       | ~509                            | Languedociense Cesaraugustiense Leoniense |                                                                                      |
| Cámbrico                        | Serie / Época 2                 | Piso / Edad 4                   | ~514                            | Bilbiliense                               |                                                                                      |
| Cámbrico                        | Serie / Época 2                 | Piso / Edad 4                   | ~514                            | Marianiense                               |                                                                                      |
| Cámbrico                        | Serie / Época 2                 | Piso / Edad 3                   | ~521                            | Ovetiense                                 |                                                                                      |
| Cámbrico                        | Terreneuviense                  | Piso / Edad 2                   | ~529                            | Cordubiense                               |                                                                                      |
| Cámbrico                        | Terreneuviense                  | Fortuniense                     | 538,8±0,2                       | Cordubiense                               |                                                                                      |

El depósito de estos sedimentos se produjo en ambientes marinos del océano Rhéico, en la plataforma continental del antiguo continente Gondwana. El conjunto del Grupo Mesones se compone principalmente de lutitas y areniscas muy finas con intercalaciones de nódulos de carbonatos, dolomías y calizas. Los tramos inferiores de la Fm. Valdemiedes, de colores verdosos y abundantes nódulos carbonatados, reflejan un ambiente sublitoral restringido en una etapa transgresiva, mientras que el techo de esta unidad y la Fm. Mansilla, compuesta por dolomías marrones, calizas, y lutitas púrpuras y violáceas, con presencia de facies griotte, registran ambientes de alto fondo de tipo periarrecifal en una etapa regresiva (regresión del Leoniense). La Fm. Murero, más uniforme, formada por lutitas verdes con nódulos de carbonatos, que van desapareciendo hacia techo, y areniscas muy finas, refleja un ambiente sublitoral más profundo, en el marco de otra etapa transgresiva y presenta el techo diacrónico a nivel regional. La Formación Borobia, del Grupo Acón, se compone principalmente de areniscas con alternancia de lutitas, sin carbonatos intercalados.
| Sección de Murero (rambla de Valdemiedes) | Sección de Murero (rambla de Valdemiedes) | Sección de Murero (rambla de Valdemiedes) | Sección de Murero (rambla de Valdemiedes) | Sección de Murero (rambla de Valdemiedes) | Sección de Murero (rambla de Valdemiedes)         |
| Cronoestratigrafía regional               | Cronoestratigrafía regional               | Cronoestratigrafía regional               | Litoestratigrafía                         | Litoestratigrafía | Bioestratigrafía (biozonas de trilobites)         |
| ----------------------------------------- | ----------------------------------------- | ----------------------------------------- | ----------------------------------------- | --- | ------------------------------------------------- |
| Cámbrico medio                            | Languedociense                            | Languedociense                            | Grupo Acón                                | Fm. Borobia |                                                   |
| Cámbrico medio                            | Languedociense                            | Languedociense                            | Grupo Mesones                             | Fm. Murero | Biozona Solenopleuropsis thorali + S. marginata   |
| Cámbrico medio                            | Cesar- augustiense                        | superior                                  | Grupo Mesones                             | Fm. Murero | Biozona Solenopleuropsis simula                   |
| Cámbrico medio                            | Cesar- augustiense                        | superior                                  | Grupo Mesones                             | Fm. Murero | Biozona Solenopleuropsis verdiagana + S. rubra    |
| Cámbrico medio                            | Cesar- augustiense                        | superior                                  | Grupo Mesones                             | Fm. Murero | Biozona Solenopleuropsis ribeiroi + S. verdiagana |
| Cámbrico medio                            | Cesar- augustiense                        | superior                                  | Grupo Mesones                             | Fm. Murero | Biozona Solenopleuropsis ribeiroi                 |
| Cámbrico medio                            | Cesar- augustiense                        | medio                                     | Grupo Mesones                             | Fm. Murero | Biozona Pardailhania sdzuyi                       |
| Cámbrico medio                            | Cesar- augustiense                        | medio                                     | Grupo Mesones                             | Fm. Murero | Biozona Pardailhania multispinosa                 |
| Cámbrico medio                            | Cesar- augustiense                        | medio                                     | Grupo Mesones                             | Fm. Murero | Biozona Pardailhania hispida                      |
| Cámbrico medio                            | Cesar- augustiense                        | inferior                                  | Grupo Mesones                             | Fm. Murero | Biozona Badulesia granieri                        |
| Cámbrico medio                            | Cesar- augustiense                        | inferior                                  | Grupo Mesones                             | Fm. Mansilla | Biozona Badulesia tenera                          |
| Cámbrico medio                            | Leoniense                                 | superior                                  | Grupo Mesones                             | Fm. Mansilla | Biozona Eccaparadoxides asturianus                |
| Cámbrico medio                            | Leoniense                                 | medio                                     | Grupo Mesones                             | Fm. Mansilla | Biozona Eccaparadoxides sdzuyi                    |
| Cámbrico medio                            | Leoniense                                 | medio                                     | Grupo Mesones                             | Fm. Valdemiedes | Biozona Eccaparadoxides sdzuyi                    |
| Cámbrico medio                            | Leoniense                                 | inferior                                  | Grupo Mesones                             | Biozona Acadoparadoxides mureroensis Su base en esta sección fue propuesta en su día como GSSP de la base de la Serie 3 (=base del Piso 5) del Cámbrico. Finalmente se eligió un GSSP en China (Wuliuense). |                                                   |
| Cámbrico inferior                         | Bibiliense                                | Bibiliense                                | Grupo Mesones                             | EVENTO VALDEMIEDES Biozona Protolenus jilocanus |                                                   |

## Paleontología

### Sucesión faunística

#### Bilbiliense (Cámbrico inferior)

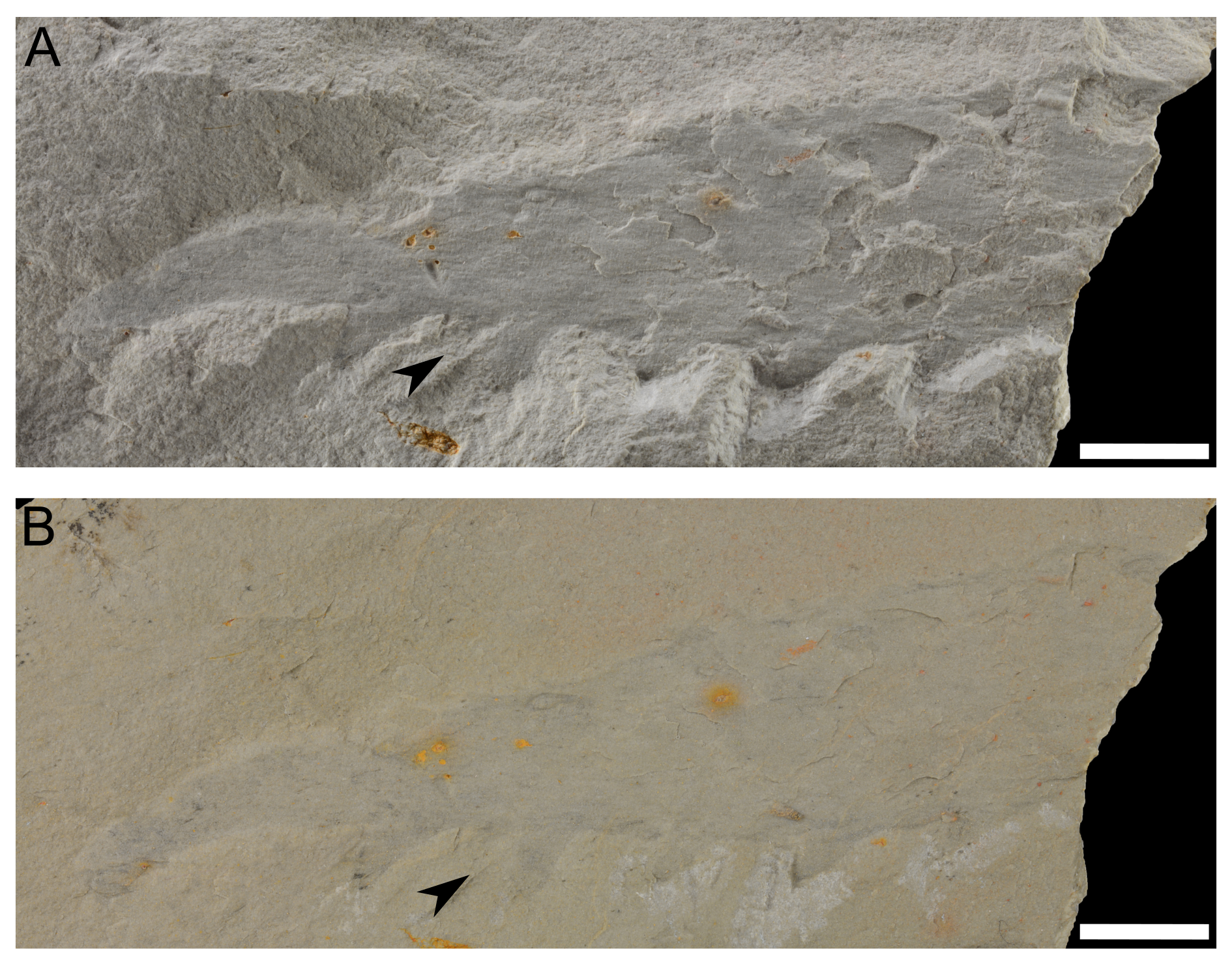
Fósil de Caryosyntrips cf. camurus (=Mureropodia apae)

Los registros paleontológicos más antiguos de Murero se encuentran en la Formación Valdemiedes, de la que en esta localidad solo afloran sus tramos superiores. Corresponden a trilobites, braquiópodos, hiolítidos, esponjas, algas, gusanos cefalorrincos e icnofósiles, de la Biozona Protolenus jilocanus (Bilbiliense superior). Se han identificado once especies de trilobites, destacando varias especies del género Protolenus y otras de los géneros Hamatolenus, Kingaspis, Alueva, Sdzuyia, Tonkinella y Onaraspis. De braquiópodos se han encontrado representantes de los géneros Trematobolus,  «Lingulella», Dyctionina y Redlichiella.
En los niveles superiores se han identificado un artrópodo posiblemente relacionado con los radiodontos, Caryosyntrips, (que antes fue considerado un lobópodo xenusio con el nombre de Mureropodia apae) así como una veintena de ejemplares de fósiles de esponjas, que han permitido definir la especie Crumillospongia mureroensis, perteneciente a un género conocido también en Canadá, Estados Unidos y China.

#### Evento Valdemiedes
La sucesión de Murero registra con detalle el evento de extinción masiva del tránsito del Cámbrico inferior al medio, denominado «geoevento Valdemiedes» por Liñán y colaboradores en 1993, los autores que lo describieron en estas capas. Este evento, registrado cerca del techo de la Formación Valdemiedes, se caracteriza por la desaparición de varios grupos de trilobites y poríferos, por un cambio de icnoasociaciones, así como por cambios mineralógicos e isotópicos, que se han relacionado con un cambio climático. En Murero no han aparecido fósiles de arqueociatos, pero su extinción coincide con este evento del fin del Cámbrico inferior en otras secciones del planeta.

#### Leoniense (Cámbrico medio)
Por encima del evento Valdemiedes y aún en la Formación Valdemiedes, se registra la entrada de trilobites paradoxídidos, inmigrantes de otras regiones, y un aumento de la diversidad de otras familias de trilobites. En este tramo, correspondiente a la Biozona Acadoparadoxides mureroensis, destacan trilobites de los géneros Acadoparadoxides, Hydrocephalus, Eccaparadoxides,  Hamatolenus, Alueva, Asturiaspis, Peronopsis y Condylopyge.
Subiendo en la sucesión estratigráfica, ya en la Formación Mansilla, se registran fósiles de trilobites, braquiópodos, esponjas, algas, hiolítidos, monoplacóforos e icnofósiles del Leoniense tardío. Entre los icnofósiles se han identificado los icnogéneros Helminthopsis, Planolites y Sericichnus. Entre los trilobites, que se hacen más abundantes en el tramo superior de esta formación, se encuentran representantes de los géneros Eccaparadoxides, con varias especies, Bailiaspis, Cainatops, Conocoryphe, también con varias especies, Ctenocephalus, un posible Holocephalina, Parasolenupleura, Asturiaspis, Acadolenus y Peronopsella.

#### Cesaraugustiense (Cámbrico medio)

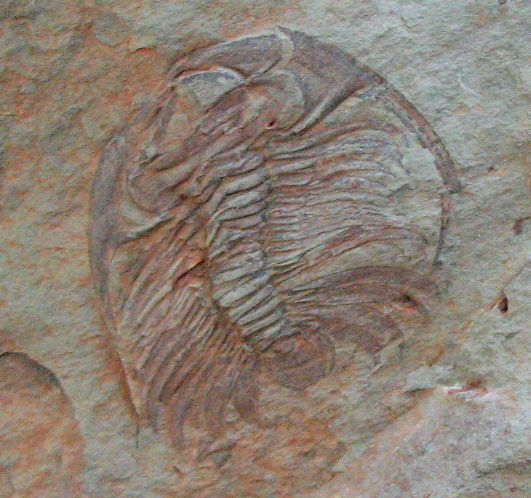
Eccaparadoxides mediterraneus.

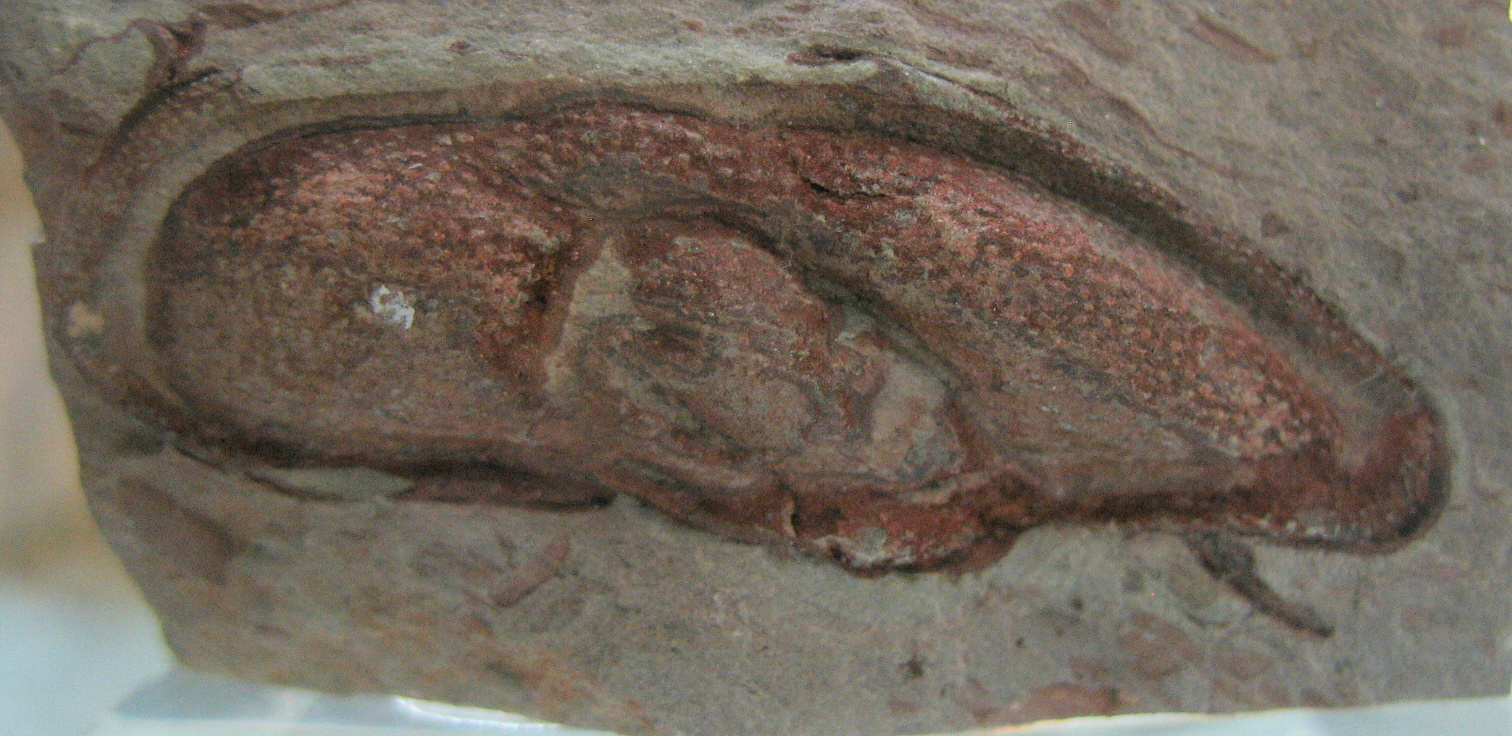
Cefalón de Conocoryphe heberti.

La Formación Murero, más reciente que las anteriores, contiene fósiles de trilobites, braquiópodos, paleoescolécidos, algas, hiolítidos, esponjas e icnofósiles del Cesaraugustiense. Se han diferenciado nueve biozonas de trilobites. Las pistas fósiles se han asignado a los icnogéneros Diplichnites, Gordia, Helminthopsis, Megagrapton, Phycodes, Palaeophycus, Planolites, Sericichnus y Teichichnus. Los géneros de trilobites encontrados son Peronopsis, con dos especies; Peronopsella; Condylopyge, con dos especies; Corynexochus; Eccaparadoxides, con cuatro especies; Acadoparadoxides; Hydrocephalus; Badulesia, con cuatro especies; Pardailhania, tres especies; Solenopleuropsis, nueve especies; Bailiaspis; Ctenocephalus; Conocoryphe, tres especies; Bailiella; Agraulos; Skreiaspis y Jincella.
La presencia de Bailiella cf. tenuicincta, un trilobites típico de faunas escandinavas en los tramos finales del Piso 5 y la base del Drumiense, indicaría una proximidad paleogeográfica relativa durante estas edades entre Báltica, Avalonia y la provincia Mediterránea y facilita las correlaciones entre estas regiones.

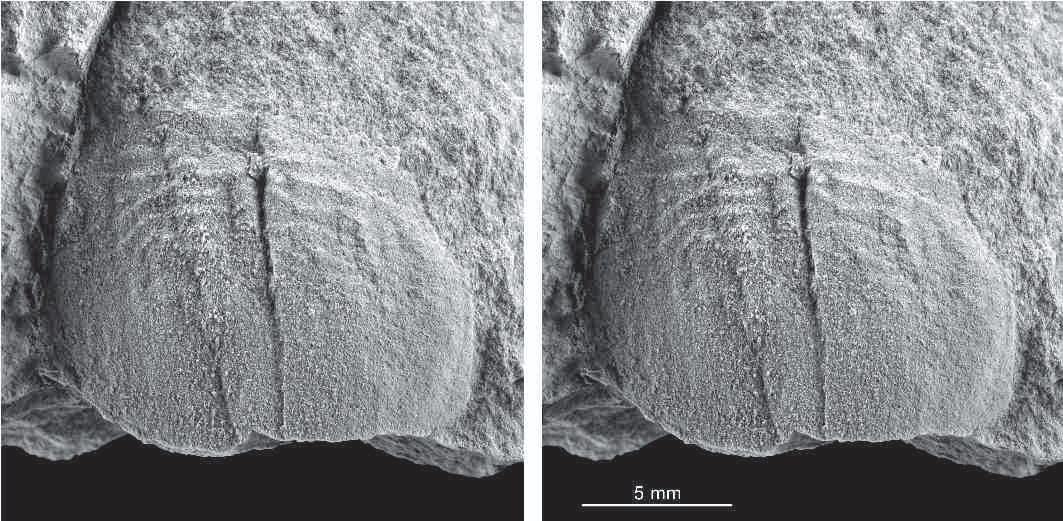
Fósil de Naraoia sp.

En la biozona Pardailhania multispinosa de la Formación Murero se ha encontrado un fósil parcial del artrópodo Naraoia, demostrando una distribución global de este género.

#### Languedociense (Cámbrico medio)
La última unidad del Cámbrico aflorante en Murero, la Formación Borobia, ha proporcionado fósiles de trilobites, braquiópodos, equinodermos, acritarcos e icnofósiles. Los géneros de trilobites identificados son Peronopsis; Eccaparadoxides, tres especies; Conocoryphe, tres especies; Ctenocephalus; Bailiella, dos especies; Solenopleuropsis, dos especies; Proampyx; Parasolenopleura y Solenopleura.

### Dimorfismo sexual en trilobites

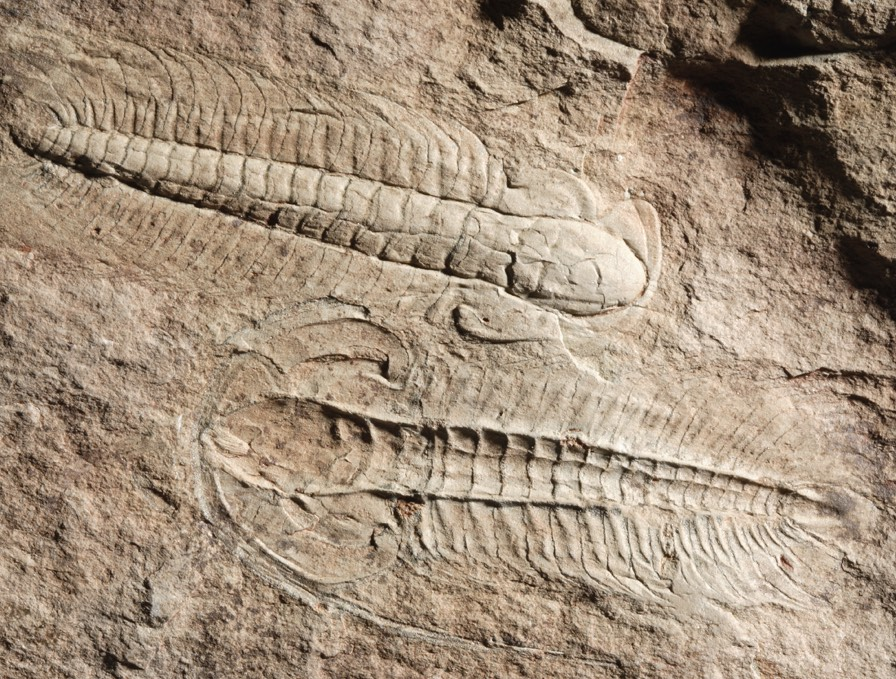
«Los amantes de Murero»: dos ejemplares de Eccaparadoxides mediterraneus mostrando dimorfismo sexual.

La excepcional secuencia temporal registrada en los sedimentos litificados de Murero y la abundancia de fósiles de trilobites permitió, en el año 2003, identificar dimorfismo sexual en trilobites, en aquella fecha el caso más antiguo reconocido en el reino animal. Para ello se seleccionaron cuatro especies filogenéticamente próximas y de amplia distribución estratigráfica: Acadoparadoxides mureroensis, Eccaparadoxides rouvielli, E. sequeirosi y E. mediterraneus. En todos los casos se comprobó que se presentaban dos morfotipos diferentes para cada especie y que esta diferencia se mantenía a lo largo de la sucesión sedimentaria o, lo que es equivalente, en el tiempo.
Los rasgos que diferencian ambos morfotipos son diferentes para cada especie, pero incluyen tanto la longitud del pigidio, más corto en los machos, como variaciones en la longitud de algunos segmentos del tórax, presentando las hembras una zona más estrecha en el tórax, correspondiente a segmentos posteriores al segmento en el que probablemente se ubicaría el poro genital (el segundo segmento torácico, como en los xifosuros actuales).
«Los amantes de Murero» es el nombre con el que se han popularizado dos ejemplares de trilobites de Murero, siglados como MPZ 3004, que se presentan juntos en la misma muestra. Ambos pertenecen a dos morfotipos diferentes de la especie Eccaparadoxides mediterraneus (antes conocido como E. brachyrhachis), uno atribuido a un macho y el otro a una hembra. Estos fósiles se encuentran depositados y en exhibición pública en el Museo de Ciencias Naturales de la Universidad de Zaragoza.